# Euparkerella cryptica
Euparkerella cryptica is een kikker uit de familie Craugastoridae. De soort komt endemisch voor in Sítio Igarapê gelegen in de gemeente Silva Jardim in de staat van Rio de Janeiro in Brazilië. Er zijn gekende bedreigingen bij de soort.